# Municipio de Skövde
Skövde (en sueco: Skövde kommun) es un municipio en la provincia de Västra Götaland, al suroeste de Suecia. Su sede se encuentra en la ciudad de Skövde. El municipio actual se formó en 1971 cuando la ciudad de Skövde se fusionó con cinco municipios circundantes.

## Economía
El empleador más grande en el municipio es Volvo, Volvo Powertrain y Volvo Cars emplean juntos aproximadamente a 5000 personas. Otros empleadores importantes son el hospital (hospital de Skaraborg, que atiende a la región de Västra Götaland), los regimientos locales (entre los más grandes de Suecia) y el propio municipio.

## Localidades
Hay 10 áreas urbanas (tätort) en el municipio:
| #  | Tätort      | Población |
| -- | ----------- | --------- |
| 1  | Skövde      | 38 106    |
| 2  | Skultorp    | 3 712     |
| 3  | Stöpen      | 1 378     |
| 4  | Tidan       | 1 005     |
| 5  | Timmersdala | 915       |
| 6  | Igelstorp   | 658       |
| 7  | Väring      | 644       |
| 8  | Värsås      | 630       |
| 9  | Lerdala     | 543       |
| 10 | Ulvåker     | 255       |

## Ciudades hermanas
Skövde está hermanado o tiene tratado de cooperación con:
- Halden, Noruega
- Ringsted, Dinamarca
- Sastamala, Finlandia
- Kuressaare,Estonia
- Zhangjiakou, China